# Marion Kische
Marion Kische, née le 30 mars 1958 à Dresde, est une gymnaste artistique est-allemande.

## Palmarès

### Jeux olympiques
- Montréal 1976
  -  médaille de bronze au concours par équipes